# Apoteket AB
Apoteket AB er en statsejet apoteksvirksomhed, der har har monopol på salg af lægemidler i Sverige. Apoteket AB driver omkring 900 apoteker over hele landet. De omsatte i 2004 for 34,1 mia. svenske kroner og havde 11.000 ansatte.
Apoteket AB blev dannet i 1970 som Apoteksbolaget AB, da apoteksvæsenet blev overtaget af staten. Ved samme lejlighed fik Apoteket AB sit monopol på salg af lægemidler til private. Det nuværende navn fik virksomheden i 1998. Hvilke lægemidler, som Apoteket AB fastlægges af Läkemedelsverket og Läkemedelsförmånsnämnden.
I december 2006 tog den svenske regering initiativ til et udredningsarbejde, der skal munde ud i en liberalisering af det svenske lægemiddelmarked, så andre aktører kan sælge i første omgang håndkøbsmedicin. Den 1. juli 2009 blev statsmonopolet ophævet, hvilket tillod åbningen af private apoteker i Sverige.